# オスカー・クメッツ
オスカー・クメッツ（Oskar Kummetz, 1891年7月21日 - 1980年12月17日）は、ドイツの海軍軍人。最終階級は海軍上級大将。

## 経歴

### 初期の軍歴
東プロイセン（現ポーランドのヴァルミア＝マズールィ県ジャウドヴォ郡）に生まれる。1910年4月にドイツ帝国海軍に入営、防護巡洋艦「ヴィクトリア・ルイーゼ」に配属される。1911年に士官候補生、1913年に少尉に任官、戦艦「ヘルゴラント」ついで「ポーゼン」に配属。第一次世界大戦中の1916年3月に中尉に昇進し、同年4月に魚雷艇に転属となった。1918年3月に魚雷艇G10で初めての艦船指揮を経験する。
戦後の1919年2月、掃海艇M84艇長に転じる。同年10月から1922年9月まで、参謀将校として勤務。その間1921年に大尉に昇進し、魚雷艇V1艇長を経て参謀、ついで第III魚雷艇群司令官などを歴任。1928年12月に少佐に昇進。1934年7月に中佐に昇進し、10月に魚雷艇司令官に任命された。1936年4月に大佐に昇進、翌年10月に大洋艦隊参謀長、第二次世界大戦勃発後の1939年12月から魚雷総監に就任。

### 第二次世界大戦
1940年1月に少将に昇進。北欧侵攻作戦では重巡洋艦ブリュッヒャー、リュッツォウ、軽巡洋艦エムデン、魚雷艇3隻、掃海艇8隻、輸送艦2隻からなるオスロ戦闘群を指揮し、1940年4月9日、ノルウェーのオスロフィヨルドで発生したオスロフィヨルドの戦いの戦功により、翌年1月に騎士鉄十字章を受勲した。この戦いでは艦隊の先頭を進んでいた座乗する旗艦ブリュッヒャーがノルウェー軍の要塞からの砲撃と雷撃により撃沈され救助されたが、これによりオスロ占領が計画より一日遅れてしまいノルウェー王家の逃亡を許すことになった。
1942年4月に中将に昇進し、6月に「巡洋艦司令官」に就任。1942年12月31日に発生したバレンツ海海戦では重巡洋艦アドミラル・ヒッパー、リュッツォウ、駆逐艦6隻からなる第2戦闘群を指揮したが、ソビエト連邦へ向かっていたJW51B輸送船団・商船14隻の護衛任務に就いていたイギリス海軍の巡洋艦「シェフィールド」「ジャマイカ」以下11隻と戦闘になり、イギリス海軍の駆逐艦1隻を撃沈した一方で、駆逐艦一隻を喪失、重巡アドミラル・ヒッパーが損傷し、しかも輸送船団に打撃を与えることなくほぼ無傷で逃してしまった。
1943年3月に大将に昇進したのち、北海戦闘群を指揮し、戦艦ティルピッツ、シャルンホルスト、駆逐艦3隻、第345擲弾兵連隊戦闘団（一個大隊規模）からなる戦闘団を率いてスピッツベルゲン島にある連合軍の基地を攻撃して破壊に成功、第二次世界大戦におけるドイツ海軍最後の勝利となった。1944年3月にキールを司令部とする東方上級司令官兼バルト海管区司令官に就任、赤軍の進撃を避けて西方に疎開するドイツ国民を運ぶ輸送船団の護衛にあたった。1944年9月16日、海軍上級大将に昇進。

### 戦後
終戦後の1945年7月にイギリス軍の捕虜となり、翌年11月に釈放された。しばらくは農業を営んでいたが、バート・デュルクハイムのカジノで接待係長になった。1956年から年金生活に入り、ノイシュタット・アン・デア・ヴァインシュトラーセで妻と共に隠棲した。同地で死去した。